# タイムパトロール隊オタスケマン
『タイムボカンシリーズ タイムパトロール隊オタスケマン』（タイムパトロールたいオタスケマン、英語表記：Rescueman）は、1980年2月2日から1981年1月31日まで、フジテレビ系列で毎週土曜18:30 - 19:00（JST）に全53話が放映された、タツノコプロ制作のテレビアニメ。

## 概要
『タイムボカンシリーズ』第4作である本作品は、それまでのシリーズで踏襲されてきた「モノ探し」の要素ではなく、歴史を守る側と改竄を狙う側との戦いが主軸に据えられ、各回のストーリーも日本昔話や世界名作童話に代わって「歴史上の人物・出来事」がテーマとなっている。このほかにも敵と味方が同一の組織に所属している点や、各キャラクターの過去やその因縁などが描かれるようになったのも新しい試みである。悪玉側の新キャラクターの加入は前作より引き継がれ、本作品では人間キャラクターのゲキガスキーを加えて4人体制としている。
また、それまではずっこけた時の台詞は「アラー!」と平凡だったが、本作品では両手を上げて「ブレー!」と叫ぶ様となった。これが好評となり、後続の作品でも『ヤットデタマン』の「コケー!」や『逆転イッパツマン』の「シビビーン!」など、特徴ある台詞とポーズによるずっこけの描写が踏襲されることとなった。
登場するメカが動物スタイルなのは前作までと同様だが、従来シリーズのデザインと比べ本作品ではより細かなディテールが盛り込まれるようになった。また悪玉のメカも当初の顔メカから、物語中盤以降は合体アニマルメカ、巨大海洋生物メカ、そして世界の珍獣メカと、そのデザインコンセプトは多彩なものとなっている。

## ストーリー
タイムパトロール隊は、世界から集められた隊員が日夜歴史の流れを監視している組織である。地球から数万km離れた宇宙空間にある巨大な宇宙ステーションに本拠を置き、擬似重力があり、地球にいるのと同じように生活できるようになっている。
タイムパトロール隊員の落ちこぼれ三人組は、自分たちが有名になり、歴史に名を残すことを夢見ていた。そんな時、彼らの前に現れたトンマノマントは彼らの夢をかなえることを約束し、彼ら三人組をオジャママンに仕立てて自分が作った歴史へと変えようと企む。その電波をキャッチした同じくタイムパトロール隊員のヒカルとナナはその野望を阻止するためにオタスケマンとなって戦うことを決意。時を超え、歴史を変えようとするオジャママンと、その野望を打ち砕くオタスケマンとの戦いが始まる。

## 登場キャラクター

### タイムパトロール隊

#### オタスケマン（ヒカル班）
オジャママンが狙う時代の地球に向かう過程でタイムパトロール隊員からオタスケマンへと変身し、オジャママンたちから歴史を守っている。登場台詞は 1号「歴史を守って過去未来！」 2号「正しい歴史の守り神！」 1号「世界の助っ人・オタスケマン1号！」 2号「同じく2号！」 2人「天に代わって只今参上!!」である。しかし、このことは周りには秘密にしているため、タイムパトロール隊のヒカル・ナナのコンビとしては「勤務態度は模範的だがいつも謎のヒーロー・オタスケマンに助けられている落ちこぼれ隊員」扱いであり（毎回アターシャたちの妨害を受けてからオタスケマンとなって現場に向かうため、ヒカル班としては現場にすら行けていないことになる）、日々東南長官から「愛の特訓」を受ける。なおこの愛の特訓はAコースとBコースの二つが用意されているがその内容の差は天国と地獄ほどもあり、しかもどちらになるかは選ぶまでわからない。ヒカルとナナはほとんどの場合楽なコースを選んでいるが、第32話では1度だけ厳しいコースを選んでいる。
星野 光（） / オタスケマン1号
声 - 水島裕
通称「ヒカル」。本作品の主人公である15歳の少年。一人称は「僕」または「俺」。タイムパトロール隊ヒカル班班長。スポーツ大好きの熱血少年で、心優しく女性隊員の人気の的。ナナからは「ヒカル」と呼ばれている。父親は宇宙パイロットで、ひとみという妹がいる。タイムパトロール隊の養成機関を、史上最年少最優秀最短時間で卒業した記録を持っている。武器は手錠を撃ち出すワッパーガンと磁力装置が内蔵している鎖分銅棒のペッタンボー。寝相が悪い。
三日月 ナナ（） / オタスケマン2号
声 - 島津冴子
通称「ナナ」。本作品のヒロインである13歳の少女。一人称は「私」。タイムパトロール隊ヒカル班所属。ヒカルのガールフレンドで、ヒカルからは「ナナちゃん」と呼ばれている。エンジニアの父親がいる。乙女座。武器は溶解液や睡眠液入りのシャボン玉を発射するシャボンガンと女物の櫛型ブーメランであるクッシーラン。ヒカルとナナは相思相愛だが、険悪な仲になることもあった。第48話ではヒカルとの仲に不安を感じ、無事にヒカルと結ばれるかを確かめるために本当は許されざるタイムトラベルを決行したこともあった。
ヒネボット
声 - 山ノ内真理子
アシノモーフ博士が開発したヒカルとナナのサポートロボットで、トンマノマントの指令電波に反応してカイカイダンスを踊り、タイムパトロール隊にトンマノマントの企みを知らせる。地球にテレボット（声 - あきやまるな）という彼女がいる。一人称は「ボク」で、語尾は「〜だボット」。食事はオイル。第10話より始まる「おまけ教室」では鐘を鳴らしながら、コーナーの始まりを担当する。
それまでは善玉の一員だったマスコットロボットだが、本作品では善玉との関係が弱められている。これはヒカルとナナがオタスケマンであることは極秘事項であること、またヒネボットはあくまでもタイムパトロール隊の備品であるという事情によるものである。

#### オジャママン（アターシャ班）
いずれも名前はロシアの人名風となっている。ゲキガスキー以外は運動神経・勤務態度とも悪く、東南長官の頭痛の種である。シリーズ唯一世界を救った三悪でもある。愛の特訓では楽なコースを選ぼうと毎回あれこれ苦悩するのだが、どんなに悩んで考えようとも毎回厳しいコースを選んでしまうハメになる。例外として、第32話では1度だけ楽なコースを選んでいる。
アターシャ
声 - 小原乃梨子
オジャママン1号の33歳。タイムパトロール隊アターシャ班班長。本名は、ヒステリーナ・アターシャ。夢は歴史にクレオパトラや楊貴妃以上の絶世の美女として名前を残すこと（美貌についてはナナも、「若さはともかく、美人の方かもね」と評している）。歴代女ボスの中では最高年齢であり、結婚願望が強く心の人を慕っている。嫌いなものは注射、トマト。ポテトチップスとフライドポテトが好物。37話では、給料の前借りで高級ファッションのほか、一日あたり2kgのフライドポテトを買っていた。子分のことはそれぞれ、「セコ」、「ドワル」、「ゲキガ」と名前を省略して呼ぶことが多い。オジャママンのメカ制作費は彼女の給料から捻出されていたという。オジャママンとしては最初は素顔だったが、ナナに正体がバレかけたので第4話以降は、目元を隠す仮面を装着するようになる。
同じく意地っ張りな母・グターシャ（声 - 此島愛子）を持つ。アターシャ自身、母親の記憶がなく捨て子だと思っていたが、実際は幼い頃に地球のターミナルでベルトコンベアに乗って遊んでいた所、スペースコロニーに付いてしまい、迷子になっていたところをタイムパトロール隊に保護され、その後同じく母親を名乗り出た女性ヨターシャ（声 - 矢野洋子）との大岡裁きを模した引っ張り合いを経て、再会した。
名前の由来は一人称の「あたしゃ（あたしは）」から。
セコビッチ
声 - 八奈見乗児
オジャママン2号の29歳。タイムパトロール隊アターシャ班所属。本名は、ペレストロイカ・セコビッチ。夢はエジソンやアインシュタインを上回る世界一の科学者になって世界勲章を貰うこと。シリーズ全キャラクター中、最高の学歴を持ち、非常に教育熱心な母親に育てられ、幼稚園に入る前から早期英才教育を受け、以後はアカデミー学園都市のラサール大付属小、中、高と全寮制の一貫教育を受け、その後、ラサール大学応用物理学科を優秀な成績で卒業した。しかし、性格は実際のところ名前の通りセコい。私生活ではミリタリー趣味があり、給料の前借りで充実させていた。一人称は主に「ボクちゃん」でアターシャが好き。ボタンを押す際には「セコッと!」と言う。時折、目や舌を伸ばして押すなどしてアターシャから「奇人変人」と言われることも。キャラクター担当の北条昌子をネタにした「練馬区の北条さん」も多用している。オープニングラストの台詞は「ええカッコするなよなー!｣。最終回ラストでは、後述のゲキガスキーにより、自分たちを犠牲にしてアンドロメダマ号と共にオオボラー大彗星に特攻する羽目になりみんなで嘆いていたが、彼が何かを思いついてアターシャに耳打ちしたことをきっかけにして、3人は急に「決心がついた」ことをゲキガスキーに伝え、大彗星への特攻を承知した。
名前の由来は「セコい」から。
ドワルスキー
声 - たてかべ和也
オジャママン3号の32歳。タイムパトロール隊アターシャ班所属。本名は、ヨタノフ・ドワルスキー。息子を英雄にするのが夢だった母親ワルーニャ（声 - 片岡富枝）により幼少の頃からスパルタ教育を受けていた。産着の代わりにヒーロー養成ギプスを着せられたり、ミルクの代りにスタミナドリンクを飲まされたり、一日一回は千尋の谷に突き落とされていたという。本人もヘラクレスやナポレオンを越える世界一の英雄として讃えられることを夢見ている。大食いで、給料の前借りは1日2kgのたこ焼きと1ダースのカップラーメンの購入のため。タツノコプロのスタジオがあった小平市鷹の台に由来する名称の、タカノダイ幼稚園を中退している。関西弁を話す。後期のオープニング前奏のタイムパトロール隊がお遊戯では、一人だけ振り付けが左右逆のうえ、僅かに遅れている。
名前の由来は「ド悪が好き」から。
ゲキガスキー
声 - 山本正之
オジャママン4号の金髪の青年。本名は、ドラマチック・ゲキガスキー。トンマノマントが送り込んだオジャママンの新メンバーで第4話からタイムパトロール隊アターシャ班に加入。容姿端麗、頭脳明晰で運動神経抜群な素直で心優しき性格。アターシャたちからは「坊や」と呼ばれている。新米ということでオジャママンとしての活動は当初アンドロメダマ号での留守番要員で（この当時一人で留守番しているシーンがあったが、その時は誰も見ていなくても後輩としての言動に終始している）愛の特訓を受けることもなかった。第13話でアターシャが用意した専用スーツを着てオジャママン4号として戦線で活動する。冷静な判断力で明確な作戦を立てたり、自ら変装して偉人を翻弄させたりするなどして、先輩たちをサポートする。ギターの弾き語りも得意で、たまに即興演奏を披露する。顔立ちはその名の通りの劇画調の美男子だが、可愛らしい感じのとぼけた話し方や声で話す。第4話においてテレポート能力をオジャママンに見せたが、その後は使っていない。天才漫画家である父のギャグスキー（声 - 富山敬）とモダンバレリーナである母のマンガーノ（声 - 矢野洋子）がいる。名前の由来は「劇画好き」から。アターシャに恋心を抱いていたが、結局なんのかんのといってセコビッチを頼る彼女に思いを伝えられないままに終わる。また、最終話で正体を暴露された際、セコビッチ、ドワルスキーと共に抗議するアターシャをほかの二人と一緒に「能無し」呼ばわりで罵っている。
その正体はトンマノマントの製作者、すなわち本作品の黒幕であることが最終回に明かされる。地球物理学、人類学、生物学、自然科学といった学問を学んだことで、「人間が今のままでは地球が滅びてしまう」と考え、オジャママンを使って過去の歴史を改変することを目論んだ。
最後にほかの3人と共に捕まって投獄された際には、言葉遣いが後輩を演じていた頃に戻り、それまで騙していたことを謝罪したうえで、「僕はダメだけど、皆さんは軽い罰で済みますよ」と慰めるが、ほかの二人同様意気消沈しているセコビッチには「当たり前でしょ、アンタなんて死刑になっても文句言えないわよ」と突っぱねられた。

#### 上官
東南長官
声 - 滝口順平
本名は東南西北（とんなん・シャーペー）。タイムパトロール隊長官。50歳。オタスケマンとオジャママンの正体には気が付いていない。毎回オタスケマンに助けられたということで隊員に「愛の特訓」を課す。この際、ほとんどの場合アターシャたちは過酷なコース、ヒカルとナナは楽なコースになる。一人娘にトン子（声 - 杉山佳寿子）、母に南がいる。趣味はカラオケ（ただし音痴）であり、昼寝をすると3時間は余裕で寝ていられるらしい（第25話で描写）。また、太めの容姿からは想像がつかぬほどの驚異的な運動神経と格闘能力を誇る。ペリカン号というサンデー号やアンドロメダマ号と同系列の愛機を持つ。
名前の由来は『新造人間キャシャーン』の東博士と『科学忍者隊ガッチャマン』の南部博士から。
大貫係官
声 - 宮村義人 → 西川幾雄 → 稲垣悟
タイムパトロール隊係官。東南長官に名前を呼ばれる際には決まって「テヌキ係官」や「オオタヌキ係官」と言い間違えられ、その度に「大貫です!」と不機嫌そうに言っている。第29話ではヒネボットにも「テヌキ係官」「オオヌケ係官」と呼ばれている。最終回、アターシャ、セコビッチ、ドワルスキーの3人がオジャママンだという証拠のコスチュームを持って来た際に「大貫係官」と間違えずに呼ばれたが、つい反射的に「オオタヌキです!」と言ってしまった。
モデルは担当ディレクターの大貫信夫。
ドクター笹ヤブ
声 - 富山敬
タイムパトロール隊のドクター。自分で「名医」を称している。
モデルは監督の笹川ひろし。
宮本体育部長
声 - 宮村義人
タイムパトロール隊の体育教官。

### その他
トンマノマント
声 - 池田勝
歴史の改竄を狙う謎の人物で、マントを頭からすっぽり被って素顔を見せない。自らの作ったトンマの歴史こそが正しい歴史であると主張し、トンマの歴史へと改竄成功すればその歴史の中でそれぞれが望む大人物として名を残すことを引き換えにアターシャ班の三人をオジャママンへと仕立てあげ歴史を改竄するよう指令を出している。「無茶だ」ということをオジャママンが口にすると必ずそれでもかまわないと言い返す。呼び出しておいて、自分が遅れるというお茶目な一面もある。指令を伝える際の音楽は『ヤッターマン』の同種の場面のものをそのまま流用している。去り際の台詞は「おごめんさらばである」。上下左右から読んでも同じ名前（つまり回文）である。最終回でゲキガスキーが生み出したコンピューター人間であることが判明する。
ナレーター
声 - 富山敬
サブタイトルの読み上げや次回予告ナレーションも担当。前作の流れを受け、本作品では「オタスケ報告しよう」「報告せねばならない」を多用している。
トミー教官
声 - 富山敬
第10話から始まった本編終了後のコーナー「おまけ教室」の進行役。前作に登場したトミーヤマがモデル。視聴者からの疑問に答えていた。

## 登場メカ

### オタスケマンのメカ
動物などをモチーフにしたコミカルなデザイン傾向は前々作・前作から受け継がれているものの、自我は持っていない。
オタスケサンデー号
ヒカルとナナの愛機であり、オタスケマンの中心となるコウノトリ型メカ。名前の通り日曜日に位置づけられている。毎回オジャママンの妨害工作を受ける。ヒカルとナナがオタスケマンであることは極秘事項なので、タイムパトロール隊の内部では単に「サンデー号」と呼ばれている。ヒカルとナナがオタスケマンに変身すると、翼のマークがタイムパトロール隊マークからオタスケマンマークに変わり、車輪が軸ごと反転してキャタピラになり、翼の一部をたたみ、首を垂直に立てることで「オタスケサンデー号」となる（玩具では「バトルポーズ」と名付けられていた）。目玉の後部に操縦席があり第23話でパワーアップの目的で改修され、それ以降は戦車形態に変形可能となる。コンピュータあみだで以下の6体のメカから一つを選抜し、オタスケマンが乗り込んで出動させる。戦いの中、先発メカがピンチに陥り、その際に発信した救援信号を受けて、さらに一つが助っ人メカとして無人で出動するのが大体のパターン。第33話のみヒカルの命令で残りの助っ人メカが全機出撃した。また内部には、「ヘンシングマシン」という卵型の変身用カプセルが2つあり、ヒカルとナナはそれぞれの内部に入って、「スペース・ヘンシング!!」と叫ぶことで、瞬時にタイムパトロール隊の制服とオタスケマンスーツを交換して装着する。搭載されているアクションメカは頭部の下のカゴの部分から発進するが、「おまけ教室」によるとカゴ自体もロボットであり、機体の中部に移動した後、中部から発進したメカを格納しそのまま頭部に戻って発進しているという。
サンデースター（劇中未呼称）
第23話でパワーアップされたオタスケサンデー号の戦車モード。まず胴体の蓋を開いて卵カプセルを発射し、翼の一部と首を折り曲げ、蓋を閉じる（この時ヒカル・ナナ・ヒネボットは、目の中のコクピットからサンデースターのコクピットへ移動）、その後カプセル内部のパーツを組み立ててマニピュレーターにし、本体に合体させて完成となる。
パワー戦の時に出ることがあるが、大抵はオタスケアクションメカで決着が着くため、出番は少ない。

オタスケタヌキ
タヌキ型メカで月曜日に位置づけられる。地上戦用。腹から幻覚光線を出してオジャママンの感覚を狂わせる。
オタスケサイ
サイ型メカで火曜日に位置づけられる。砲撃能力が高い。地上を高速で走行するほか、飛行能力も有する。
オタスケアシカ
アシカ型メカで水曜日に位置づけられる。水上・水中戦用。鼻先に付いているボールは、ヨーヨーのように飛ばせる。第20話ではオタスケマンの仲間割れの影響もあり、メカの中では全エピソード中唯一大破に相当するダメージを受けてオタスケマンが本機を放棄して脱出するシーンも描かれた。
オタスケウータン
オランウータン型メカで木曜日に位置づけられる。森林地帯での戦闘を得意とする。武器は両手のシンバルで、車輪としても使える。
オタスケキンタ
唯一（かつ善玉側の乗り物としてシリーズ初）の人型メカで、金曜日に位置づけられる。金太郎をモチーフにしており、背負った鉞を振るう。この鉞を回転させると空を飛べる。歩行できるが、移動は専ら足の裏に装備されたキャタピラを使う。腹掛けの中から金貨型ミサイルを発射する。初期では「熊太郎」という熊メカがお供に付いていた。
オタスケガエル
カエル型メカ。土にかえるということで土曜日に位置づけられる。地中戦が得意だが、カエルがモチーフなので水中戦にも使用される。4本足のほか、腹部に装備されたキャタピラでの移動も可能。

### オジャママンのメカ
アンドロメダマ号
オジャママン専用の宇宙船で、ハゲタカのような外観の乗り物。オジャママンとして活動する際は翼を折りたたんで首と脚とブースターを収納し、倒立してブースターを収納した部分からダミーの頭部を出してふくろう型のオジャマメカに偽装する。オタスケサンデー号同様、目玉後部に操縦席がある。内部には銅鐸状の変身カプセルが3〜4個あるが、ヘンシングマシンのように自動的にスーツを装着することはできないので、オジャママンは中で自力で着替える（オジャママンは「ボディー・チェーンジ!!」と称している）。本作品ではドクロマークの色が赤から緑に変更されている。
最終回でオオボラー大彗星が地球へ激突する見込みと知ったゲキガスキーが共に脱獄したオジャママンを乗せて自動操縦で大彗星へ特攻をかけ、大彗星もろとも宇宙の塵となって消滅した。衝突の直前に本機からは、四つの詳細不明の物体が大彗星とは別方向に放出（正確には最初に3つ、少し遅れて1つ)されているのが画面から確認できるが、ナレーションではそのことには一切触れられず、オジャママンも全員生死不明として扱われ、衝突を見届けたヒカル、ナナ、東南長官らはオジャママンたちが命を捨てて地球を救ったと捉えて泣きながら爆発の場面を見つめている。
現地移動用メカ（劇中では名称は明かされなかった）
一見すると『ゼンダマン』に登場するシャレコウベメカの色違いのようなメカ。アンドロメダマ号に格納され、『タイムボカン』のタイムガイコッツおよび『ゼンダマン』のシャレコウベメカ同様にさまざまな装備を付けて出撃する。メカ爆発時に一瞬のみ姿を現す。「ドクロメカ」「ドクロン号」と表記している文献もある。
顔メカ
第1話 - 第19話に登場した、オジャママンの戦闘用メカ。人間の顔に車輪やキャタピラなどを付けた外見となっている。モデルは、ナポレオン1世やベートーヴェンなどのような行った場所に因んだものから、アターシャ・セコビッチ・オタスケマン・東南長官といったレギュラー陣、さらには出演声優に至るまでバラエティに富んでいる。
アニマル合体メカ
第20話 - 第33話に登場。2種類の動物を合体させた外見となっている。名称は河童とライオンで「カッパライ」、ブタとウマにマントを付けて「トンウマノマント」（トンマノマントのもじり）と命名がなされている。また第23話のネズミコゾウ（鼠小僧に因んでネズミと子供のゾウを合体）だけは、セコビッチが失敗の責任をアターシャに責められた末に失踪したため、ゲキガスキーが製作した。
巨大海洋生物メカ
第34話 - 第40話に登場。サンマやヒラメといった魚類や、クジラやタカアシガニといった水中生物をモデルとしている。見かけは巨大（巨大ではないものもある）だが、予算の関係上、すぐ外装が剥がれて骨だらけになってしまう。
世界の珍獣メカ
第42話 - 最終回に登場。文字通り珍しい動物をモデルにしている。今でこそメジャーになったウーパールーパー（劇中では「アホロートル」と呼称）やエリマキトカゲも、この時登場している。またこの頃になると「移動用メカ」を内蔵せず、アホロートルメカはシートが十字状になった「最新型十文字コクピット」、第50話のセンザンコウメカのコックピットはブランコ状になっている（これは、メカが回転体当たり攻撃をするため）など、様々なコクピットが登場した。
今週の山場
『タイムボカン』の「今週のハイライト」に匹敵する、オジャママンメカの最終兵器や作戦。「ハイライト」同様に毎回失敗してメカの爆発につながる。やられ方は「ハイライト」同様「救援メカに兵器を返されて爆発」や「オタスケメカが何もやらずに自爆」だが、まれに「オタスケメカの攻撃で爆発」というのもある。

#### コックピットメカ
コンピューターママ
声 - 矢野洋子
メカ戦の際、コックピットのコンピューター画面に登場する。通称占いママさん。毎回、最初はオジャママンに有利な天気予報をするが、最終的には不幸な結末を予言してしまう。また、オジャママンにとって不幸な予報をオタスケマン側のものだと勘違いすることもある。
オーケストラメカ
初期の「今週の山場」で登場するコックピットメカ。チャルメラを鳴らした後、指揮者が「やるだけやってみろ」などとおせっかいを言う。
オハヤシ星人
声 - 矢野洋子 他
第15話からオーケストラメカに代わって登場した「今週の山場」のコックピットメカで、顔がチャック付きの財布のような2人1組の宇宙人。「♪やってみろやってみろやってみろ、ムダだと思うけどやってみろ、チャック!」のお囃子に乗せて踊る（ただし第52話のみ「うまくいくかなやってみろ」と歌っている）。途中から一般視聴者や他シリーズの登場キャラクターが代わりにアフレコするようになる。
夫婦おだてブタ
声 - 富山敬（夫）、矢野洋子（妻）
従来のおだてブタと違い夫婦で登場することがある。
オシイ星人

ソーダチョウ
声 - 田中勝
「ソーダ、ソーダ、ソーダチョウ。○○ダチョウ」などとギャグに合いの手を入れるダチョウ型メカ。
ドージョ
声 - 田中勝
「ドージョ」と一言言った後に消えるドジョウ型メカ。セコビッチがアターシャにボタンを押させようとした時や、セコビッチが「本日のスペシャルボタン」を宣言した時によく現れる。
カッパ型のコックピットメカ
第6話だけに登場したメカ。「やるんだやるんだヘのカッパ!」と出てきた。
ウーナンギ
声 - 池田勝
第8話で「ドージョ」が出て来る前に、「ウーナンギ」と一言だけ言って消えたウナギ型メカ。
お笑いカラス
声 - 山ノ内真理子
「アッハハハハハ」と笑うだけで何も意味がないメカ。第17話と第38話に登場した。
アンパイヤーメカ
声 - 池田勝
第18話だけに出てきたメカで、一言だけ言って消えた。
ウソカワウソ
声 - 池田勝
小田原の山田さんが考えたらしいカワウソ型のメカ。アターシャやゲキガスキーがセコビッチのことをベタ褒めした後に登場する。第27話と第28話に登場。

### その他のメカ
タイム司令本部
地球の衛星軌道上に浮かぶ、タイムパトロール隊の本部である巨大要塞。全長6㎞、全幅3.5㎞、全高2.5㎞、重量2万tという、タイムボカンシリーズでも最大級のサイズを持つメカである。
この本部自体がタイムマシンであり、トンマノマントの現れる時間軸に直接タイムワープして、サンデー号とアンドロメダマ号を発進させる。
中央部にそびえる艦橋の頂上部には星形のオブジェがあり、両舷には4基ずつのパラボラアンテナが、艦首左右にサンデー号とアンドロメダマ号の格納庫がある。オタスケマンやオジャママン、東南長官たちの住居としても使用されている。
ペリカン号
東南長官の専用機。サンデー号同様、オジャママンの妨害工作に遭っている。
ゴングメカ
「アクションコーナー!」の掛け声と共にメカ戦パートの冒頭にのみ登場する。
猿メカ
作品中盤以降ゴングメカに代わって「アクションコーナー!」の音頭を担当する。常に二体いてボクシングしあっている。
旧式メカ
第23話でセコビッチにアンドロメダマ号を持ち逃げされたアターシャ班の代用機として使用された。結成初期のタイムパトロール隊の宇宙船で、50年もの。

## アターシャの披露宴
1980年6月21日発売のLP『主題歌とオリジナル・ドラマ集』のB面に収録されているLPドラマで、正式なタイトルは『実況中継 アターシャの結婚披露宴!?』。脚本は小山高男。
ある日、休暇を取っていたアターシャから結婚披露宴の案内が来る。それを受けてタイムパトロール隊だけでなく『タイムボカン』から『ゼンダマン』までの主役キャラクターやマスコットキャラクター、果ては笹川ひろし監督までもがお祝いに駆けつけ、アターシャの心の人とは誰なのかが明らかになる、という筋立て。後の『タイムボカン王道復古』と違い、ヤッターマン以外の善玉のその後も少しだけ語られているが、ドロンボーが解散したにもかかわらずドロンジョはまだドクロストーンを探しているなど、各テレビシリーズやその後のシリーズとの相違点も見られる。後に『ぶたBOX タイムボカンこれっきり」にCDで再収録された。
このLPドラマの脚本をベースに、劇場版『アターシャの結婚披露宴!?』が制作された。劇場版とは結婚披露宴がトンマノマントによる罠である点や、アターシャのフィアンセが実はロボットであるなど、こちらもLPドラマ版との相違点がいくつか散見される。

## スタッフ
- 製作 - 吉田健二
- 原作 - タツノコプロ企画室（連載誌 - 『てれびくん』、『小学館学習雑誌』）
- 企画 - 九里一平、柳川茂、宮田知行
- 音楽 - 神保正明（現・神保雅彰）、山本正之
- 担当ディレクター - 大貫信夫
- 文芸担当 - 小山高男
- メインキャラクターデザイン - 天野嘉孝（現・天野喜孝）
- メカニックデザイン - 大河原邦男
- 美術スタイリング - 岡田和夫
- メインタイトル - 杉爽
- 監督 - 笹川ひろし
- プロデューサー - 柴田勝、加藤長輝（前半）、岩田弘（後半）
- 演出助手 - 松沢正一、池上和彦
- 背景 - スタジオビッグ、アドコスモ、アニメフレンド
- 色指定 - 北島京子、沢田クミコ、中田節子、二階堂主水、北島季代子
- トレス - 小野静子、平井静子
- 撮影 - アニメフレンド、ティニシムラ、イマジネーション、スタジオウッド、スタジオダンクファイブ、天平フィルム、緒方プロダクション
- 特殊効果 - 朝沼清良、阿部郷、村上正博、山本孝志、山本公、前川孝
- 編集 - 谷川幸男、山谷善彦、谷口肇、西出栄子、村上豊、田代正美
- 進行 - 田代正美、池上和彦、阿佐美敦、渡辺佳人、渡辺公義、松沢正一、佐藤直人、米田和正、佐久間敏郎、本橋文雄
- 録音制作 - ザックプロモーション
- 録音ディレクター - 鳥海俊材
- 効果 - 加藤昭二（アニメサウンドプロダクション）
- 録音 - 高橋久義
- 現像 - 東京現像所
- 担当 - 内間稔、大野実（読売広告社）、新井正彦、岩田弘（アニメフレンド）
- 制作協力 - アニメフレンド、シャフト、タマプロダクション（田中三千哉）
- 制作 - フジテレビ、タツノコプロ

## 主題歌・挿入歌
オープニングテーマ
「オタスケマンの歌」
作詞・作曲 - 山本正之 / 編曲 - 神保正明 / 歌 - 山本正之、少年少女合唱団みずうみ
オープニングとして使用された。なお開始当初は、OPフィルムが未完成だったためか、第1話のシーンの一部が挿入されていた。またコーダ場面（セコビッチの「ええカッコするなよなァ!!」）は、完成品は約6秒だったが、未完成品は約4秒だった（セコビッチの口の動きと台詞がずれていた）。
第25話の劇中では東南長官バージョンが流れている。
阪急ブレーブス、オリックス・ブレーブス、オリックス・ブルーウェーブに所属した渡辺伸治（捕手）の個人応援歌にこの曲の替え歌が使われた。
エンディングテーマ
「アーウー・オジャママン」（第1話 - 第22話）
作詞・作曲 - 山本正之 / 編曲 - 神保正明 / 歌 - 山本まさゆき、小原乃梨子、八奈見乗児、たてかべ和也
歌詞中の「アーウー」は当時の首相・大平正芳の、「ホーホー」は大平首相の政敵だった当時の前首相・福田赳夫の口癖である。
「がんばれオジャママン」（第23話 - 第53話）
作詞 - 内間稔 / 作曲 - 山本正之 / 編曲 - 神保正明 / 歌 - 山本まさゆき
第18話で、リンドバーグに渡されたテレビの中でBGMとして初めて使用され、オープニングラストのセコビッチの台詞「ええカッコするなよなァ!!」は、オジャママン全員で「ええカッコしろよなァ!!」とパロられた。
第19話放送直後に大平首相が急死した事にともない、EDが変更された。元々はシングル「進め！タイムパトロール隊」のB面で、オジャママンのイメージソング。
曲の出だし部分が「津軽海峡冬景色」風の演歌調のアレンジになっているのが特徴。
挿入歌
「進め!タイムパトロール隊」
作詞・作曲 - 山本正之 / 編曲 - 神保正明 / 歌 - ロイヤルナイツ
サンデー号とアンドロメダマ号の出撃シーンに使用。
「ハレー彗星（ゲキガスキーのテーマ）」（第13話、第44話）
作詞・作曲 - 山本正之 / 編曲 - 神保正明 / 歌 - 山本まさゆき
「オタスケマンかぞえ唄」（第26話）
作詞 - 小山高男 / 作曲 - 山本正之 / 編曲 - 神保正明
歌 - 山本まさゆき、小原乃梨子、八奈見乗児、たてかべ和也、少年少女合唱団みずうみ
「アターシャの歌」（最終話）
作詞・作曲・編曲・歌 - 山本正之
この曲のみボーカル曲集『タイムボカン名曲大全（および名曲の夕べ）』ではなく、逆転イッパツマンのオリジナルサウンドトラックに収録されている。
LPドラマ版 エンディングテーマ
「ディスコ・キラキラスター」
作詞・作曲 - 山本正之 / 編曲 - 神保正明 / 歌 - 山本まさゆき、小原乃梨子、八奈見乗児、たてかべ和也
初代『タイムボカン』から『オタスケマン』までのボーカル曲をミックスした曲。
オタスケマンの曲が含まれているが、インストゥルメンタル版がBGMとして『ゼンダマン』の終盤にて使われている。本作品のテレビシリーズでは未使用。

## 各話リスト
| 話数   | 放送日        | サブタイトル                        | 脚本         | 演出                  | 作画監督 | キャラクター | 美術担当            | 登場悪玉メカ |
| ------ | ------------- | ----------------------------------- | ------------ | --------------------- | -------- | ------------ | ------------------- | --- |
| 第1話  | 1980年 2月2日 | オタスケマンVSオジャママン          | 小山高男     | 笹川ひろし 小島多美子 | 平山則雄 | 西城隆詞     | 多田喜久子          | アターシャの顔メカ |
| 第2話  | 2月9日        | ワイン皇帝ナポレオン?               | 山本優       | 大貫信夫 鴫野彰       | 平山則雄 | 天野嘉孝     | 坂本信人            | ナポレオンの顔メカ |
| 第3話  | 2月16日       | ベートーベンの第十?                 | 曽田博久     | 真砂智康 小島多美子   | 平山則雄 | 吉田すずか   | 多田喜久子          | ベートーベンの顔メカ |
| 第4話  | 2月23日       | 新隊員いよいよ登場                  | 小山高男     | 永樹凡人 岩田弘       | 鈴木英二 | 下元明子     | 真太郎              | 町田の悪田さんちの叔父さんの顔メカ |
| 第5話  | 3月1日        | ガリレオの新発見!?                  | 佐藤和男     | 案納正美 鴫野彰       | 平山則雄 | 吉田すずか   | 坂本信人            | 桃太郎の顔メカ |
| 第6話  | 3月8日        | リンカーンの悪徳宣言!?              | 山本優       | 鴫野彰 二階堂主水     | 上條修   | 吉田すずか   | 杉浦正一郎 池田祐二 | アゴヒゲメカ |
| 第7話  | 3月15日       | ファーブルの水虫記!?                | 曽田博久     | 鈴木孝夫 岩田弘       | 鈴木英二 | 吉田すずか   | 真太郎              | 武蔵野市の宮村義人君の顔メカ |
| 第8話  | 3月22日       | 南極点大レース!?                    | 高山鬼一     | 永樹凡人 水村十司     | 岸義之   | 西城隆詞     | 坂本信人            | 東南長官の顔メカ |
| 第9話  | 3月29日       | 楊貴妃はやさしい女!?                | 酒井あきよし | 大町繁 小島多美子     | 平山則雄 | 吉田すずか   | 坂本信人            | 孫悟空の顔メカ |
| 第10話 | 4月5日        | アヤマリのロレンス!?                | 海老沼三郎   | 笹川ひろし 水村十司   | 西城隆詞 | 西城隆詞     | 坂本信人            | 聖徳太子の顔メカ |
| 第11話 | 4月12日       | アターシャのライバル!?              | 佐藤和男     | 小島多美子            | 山崎和男 | 北條昌子     | 坂本信人            | クレオパトラの顔メカ |
| 第12話 | 4月19日       | ロダンのにらめっこする人            | 佐藤和男     | 真砂智康 岩田弘       | 鈴木英二 | 吉田すずか   | 真太郎              | ビーナスの顔メカ |
| 第13話 | 4月26日       | オジャママン4号誕生!?               | 山本優       | 鴫野彰                | 平山則雄 | 北條昌子     | 坂本信人            | チャップリンの顔メカ |
| 第14話 | 5月3日        | 奈良の都の逆立ち大仏!?              | 山本優       | 丸輪零 水村十司       | 岸義之   | 西城隆詞     | 坂本信人            | 大仏メカ |
| 第15話 | 5月10日       | 新撰組スエズ運河へ!?                | 曽田博久     | 小島多美子            | 岸義之   | 水村十司     | 坂本信人            | セコビッチの顔メカ |
| 第16話 | 5月17日       | 人魚使いアンデルセン!?              | 高山鬼一     | 鈴木孝夫 岩田弘       | 鈴木英二 | 吉田すずか   | 真太郎              | オタスケマンの顔メカ |
| 第17話 | 5月24日       | フランクリンのタコあげ!?            | 佐藤和男     | 大貫信夫 鴫野彰       | 平山則雄 | 北條昌子     | 坂本信人            | ひょっとこの顔メカ |
| 第18話 | 5月31日       | 翼よ、あれはウソの灯だ!?            | 海老沼三郎   | 水村十司 古川達也     | 西城隆詞 | 西城隆詞     | 坂本信人            | 天狗の顔メカ |
| 第19話 | 6月7日        | 酒場の天使ナイチンゲール!?          | 三宅直子     | 小島多美子 池上和彦   | 山崎和男 | 吉田すずか   | 多田喜久子          | バーテンダーの顔メカ |
| 第20話 | 6月14日       | 文左衛門の燈油船!?                  | 高山鬼一     | 西城隆詞 古川達也     | 水村十司 | 水村十司     | 坂本信人            | カッパライ |
| 第21話 | 6月21日       | 謎の怪物メエーリアン!?              | 佐藤和男     | 小島多美子            | 平山則雄 | 北條昌子     | 坂本信人            | トンウマノマント |
| 第22話 | 6月28日       | 花の大陸中断鉄道!?                  | 山本優       | 水村十司 古川達也     | 岸義之   | 西城隆詞     | 坂本信人            | コケニョロメカ |
| 第23話 | 7月5日        | セコビッチのタイム家出!?            | 曽田博久     | 鴫野彰                | 平山則雄 | 福岡元       | 坂本信人            | ネズミ仔象メカ |
| 第24話 | 7月12日       | 消えた武田信玄!?                    | 山本優       | 笹川ひろし 西城隆詞   | 西城隆詞 | 水村十司     | 坂本信人            | ウマダチョウ |
| 第25話 | 7月19日       | 長官の宝物をとりもどせ!?            | 高山鬼一     | 永樹凡人 小島多美子   | 鈴木英二 | 吉田すずか   | 坂本信人            | イーグルトン |
| 第26話 | 7月26日       | パトロール隊員の夏休み              | 高山鬼一     | 水村十司 古川達也     | 水村十司 | 西城隆詞     | 坂本信人            | ハゲレオン |
| 第27話 | 8月2日        | 恐怖のドラキュラ城!?                | 久保田圭司   | 鈴木孝夫 鴫野彰       | 平山則雄 | 北條昌子     | 坂本信人            | 吸血コウモリメカ |
| 第28話 | 8月9日        | 世紀の美女全員集合!?                | 山本優       | 鴫野彰                | 二宮常雄 | 下元明子     | 多田喜久子          | アホピラドリ |
| 第29話 | 8月16日       | ヒネボットのお父さん!?              | 佐藤和男     | 笹川ひろし 小島多美子 | 鈴木英二 | 天野嘉孝     | 坂本信人            | カメノコワシメカ |
| 第30話 | 8月23日       | 家康のタヌキ武者!?                  | 佐藤和男     | 藤井光明 西城隆詞     | 西城隆詞 | 西城隆詞     | 坂本信人            | ワニーター |
| 第31話 | 8月30日       | UFO強盗怪事件!?                     | 山本優       | 丸輪零 大貫信夫       | 鈴木英二 | 北條昌子     | 中嶋芳恵            | フグスマシメカ |
| 第32話 | 9月6日        | 海賊王オジャママン!?                | 久保田圭司   | 永樹凡人 鴫野彰       | 鈴木英二 | 吉田すずか   | 池畑祐治            | ライガルー |
| 第33話 | 9月13日       | 2001文宇宙のタビ!?                  | 佐藤和男     | 大貫信夫 秦泉寺博     | 水村十司 | 水村十司     | 平川栄治            | クマダチョウ（ただの氷細工） |
| 第34話 | 9月20日       | アターシャ母子涙の再会              | 曽田博久     | 小島多美子            | 鈴木英二 | 下元明子     | 中嶋芳恵            | サンマ型メカ |
| 第35話 | 9月27日       | 珍味トンマノサンド!?                | 海老沼三郎   | 笹川ひろし 秦泉寺博   | 西城隆詞 | 西城隆詞     | 平川栄治            | クジラメカ（→メダカメカ） |
| 第36話 | 10月4日       | 東南長官のちゃっかり娘              | 高山鬼一     | 鴫野彰                | 鈴木英二 | 吉田すずか   | 池畑祐治            | タコメカ（サー・オクトパス・タコツボ・タコサシ・タコス・タコタコあがれ・大阪名物タコ焼き美味しい・じゅげむ・じゅげむ・スダコのハッチャン） |
| 第37話 | 10月11日      | パトロール隊の大運動会              | 久保田圭司   | 丸輪零 小島多美子     | 鈴木英二 | 福岡元       | 平川栄治            | チョウチンヒラメ |
| 第38話 | 10月18日      | ノストラダマスの大予言!?            | 山本優       | 大貫信夫              | 大貫信夫 | 北條昌子     | 平川栄治            | トビウオーズ |
| 第39話 | 10月25日      | 珍剣トンマの三刀流!?                | 佐藤和男     | 藤井光明 水村十司     | 水村十司 | 水村十司     | 平川栄治            | カニメカ |
| 第40話 | 11月1日       | ゲキガスキーの先祖は!?              | 佐藤和男     | 鴫野彰                | 鈴木英二 | 吉田すずか   | 平川栄治            | デメキンメカ |
| 第41話 | 11月8日       | ドワルスキーの初手柄!?              | 高山鬼一     | 丸輪零 小島多美子     | 鈴木英二 | 西城隆詞     | 平川栄治            | シャチメカ |
| 第42話 | 11月15日      | セコビッチ花のお見合い!?            | 佐藤和男     | 笹川ひろし 西城隆詞   | 西城隆詞 | 西城隆詞     | 平川栄治            | シュモクザーメ号 |
| 第43話 | 11月22日      | 西郷ドンのしりとり遊び!?            | 高山鬼一     | 小島多美子            | 鈴木英二 | 天野嘉孝     | 平川栄治            | サソリメカ |
| 第44話 | 11月29日      | 長官がトンマノマント?               | 佐藤和男     | 丸輪零 水村十司       | 水村十司 | 水村十司     | 平川栄治            | カモノハシメカ |
| 第45話 | 12月6日       | オタスケマンは大泥棒?               | 久保田圭司   | 大貫信夫              | 大貫信夫 |              | 平川栄治            | アホロウトルメカ |
| 第46話 | 12月13日      | 決戦! オジャマウォーズ              | 山本優       | 鴫野彰                | 鈴木英二 | 西城隆詞     | 平川栄治            | ナマケモノメカ |
| 第47話 | 12月20日      | 西部の勇者ゲキガスキー!? （番外編） | 高山鬼一     | 笹川ひろし 小島多美子 | 富沢和雄 | 天野嘉孝     | 平川栄治            | ツチブタメカ |
| 第48話 | 12月27日      | ヒカルがナナの未来の夫!?            | 佐藤和男     | 丸輪零 西城隆詞       | 西城隆詞 | 西城隆詞     | 平川栄治            | 軍艦鳥メカアルバトロス |
| 第49話 | 1981年 1月3日 | アターシャたち全員クビ!             | 久保田圭司   | 小島多美子            | 鈴木英二 | 天野嘉孝     | 平川栄治            | ハゲウワカリメカ |
| 第50話 | 1月10日       | パトロール隊のタイム遠足            | 小山高男     | 鴫野彰                | 鈴木英二 | 天野嘉孝     | 平川栄治            | センザンコウメカ |
| 第51話 | 1月17日       | 月面着陸アポロは2番!?               | 小山高男     | 藤井光明 水村十司     | 水村十司 | 水村十司     | 平川栄治            | エリマキトカゲメカ |
| 第52話 | 1月24日       | オタスケマン大ピンチ!?              | 小山高男     | 大貫信夫 鴫野彰       | 北條昌子 |              |                     | ジュゴンメカ |
| 第53話 | 1月31日       | 輝け! 世界のオタスケマン            | 小山高男     | 小島多美子            | 富沢和雄 | 平川栄治     |                     | ジュゴンメカ |

## 放送局
系列は本放送終了時点の系列。放送時間は個別に出典が提示されているものを除き、1980年10月中旬 - 11月上旬時点のものを使用する。
| 放送地域       | 放送局         | 放送系列                                     | 放送日時                                                                         | 備考                  |
| -------------- | -------------- | -------------------------------------------- | -------------------------------------------------------------------------------- | --------------------- |
| 関東広域圏     | フジテレビ     | フジテレビ系列                               | 土曜 18:30 - 19:00                                                               | 制作局                |
| 北海道         | 北海道文化放送 | フジテレビ系列                               | 土曜 18:30 - 19:00                                                               |                       |
| 宮城県         | 仙台放送       | フジテレビ系列                               | 土曜 18:30 - 19:00                                                               | [ 12 ]                |
| 山形県         | 山形テレビ     | フジテレビ系列                               | 土曜 18:30 - 19:00                                                               |                       |
| 富山県         | 富山テレビ     | フジテレビ系列                               | 土曜 18:30 - 19:00                                                               | [ 13 ]                |
| 石川県         | 石川テレビ     | フジテレビ系列                               | 土曜 18:30 - 19:00                                                               | [ 13 ]                |
| 福井県         | 福井テレビ     | フジテレビ系列                               | 土曜 18:30 - 19:00                                                               | [ 13 ]                |
| 静岡県         | テレビ静岡     | フジテレビ系列                               | 土曜 18:30 - 19:00                                                               |                       |
| 中京広域圏     | 東海テレビ     | フジテレビ系列                               | 土曜 18:30 - 19:00                                                               |                       |
| 近畿広域圏     | 関西テレビ     | フジテレビ系列                               | 土曜 18:30 - 19:00                                                               |                       |
| 鳥取県・島根県 | 山陰中央テレビ | フジテレビ系列                               | 土曜 18:30 - 19:00                                                               |                       |
| 広島県         | テレビ新広島   | フジテレビ系列                               | 土曜 18:30 - 19:00                                                               |                       |
| 岡山県・香川県 | テレビ岡山     | フジテレビ系列                               | 土曜 18:30 - 19:00                                                               | 現・岡山放送          |
| 福岡県         | テレビ西日本   | フジテレビ系列                               | 土曜 18:30 - 19:00                                                               |                       |
| 長崎県         | テレビ長崎     | フジテレビ系列 日本テレビ系列                | 土曜 18:30 - 19:00                                                               |                       |
| 沖縄県         | 沖縄テレビ     | フジテレビ系列                               | 土曜 18:30 - 19:00                                                               |                       |
| 青森県         | 青森テレビ     | TBS系列                                      | 月曜 17:30 - 18:00                                                               |                       |
| 岩手県         | テレビ岩手     | 日本テレビ系列                               | 金曜 17:10 - 17:40（1980年10月3日まで） 金曜 17:30 - 18:00（1980年10月10日から） |                       |
| 秋田県         | 秋田テレビ     | フジテレビ系列                               | 金曜 17:00 - 17:30                                                               |                       |
| 福島県         | 福島テレビ     | TBS系列 フジテレビ系列                       | 木曜 17:00 - 17:30（第51話まで） 木曜 17:20 - 17:50（第52話、第53話）            |                       |
| 新潟県         | 新潟総合テレビ | フジテレビ系列 日本テレビ系列 テレビ朝日系列 | 木曜 18:30 - 19:00                                                               | 現・NST新潟総合テレビ |
| 山梨県         | 山梨放送       | 日本テレビ系列                               | 月曜 17:30 - 18:00                                                               |                       |
| 長野県         | 長野放送       | フジテレビ系列                               | 土曜 18:00 - 18:30                                                               | [ 16 ]                |
| 山口県         | テレビ山口     | TBS系列 フジテレビ系列                       | 木曜 17:30 - 18:00                                                               |                       |
| 愛媛県         | テレビ愛媛     | フジテレビ系列                               | 金曜 17:25 - 17:55                                                               |                       |
| 佐賀県         | サガテレビ     | フジテレビ系列                               | 土曜 18:00 - 18:30                                                               |                       |
| 熊本県         | テレビ熊本     | フジテレビ系列 日本テレビ系列 テレビ朝日系列 | 金曜 17:30 - 18:00                                                               |                       |
| 大分県         | 大分放送       | TBS系列                                      | 水曜 17:20 - 17:50                                                               |                       |
| 宮崎県         | テレビ宮崎     | フジテレビ系列 日本テレビ系列 テレビ朝日系列 | 土曜 17:00 - 17:30                                                               |                       |
| 鹿児島県       | 鹿児島テレビ   | フジテレビ系列 日本テレビ系列 テレビ朝日系列 | 木曜 17:15 - 17:45                                                               | 1980年5月8日から放送  |

## 劇場版
タイムパトロール隊オタスケマン アターシャの結婚披露宴!?
1981年3月東映系「東映まんがまつり」枠内にて公開。同時上映は、『世界名作童話 白鳥の湖』・『一休さん 春だ!やんちゃ姫』・『仮面ライダースーパー1』の3本。
『ゼンダマン ピラミッドの謎の箱だよ!ゼンダマン』に続く劇場版第2弾だが、内容は大きく異なり、『タイムボカン』・『ヤッターマン』・『ゼンダマン』の善玉と悪玉（実は幻影）が登場し、各作品の名場面を紹介していく展開となっている。肝心のメカ戦は、オジャマメカの爆発シーンはあるもののほとんど無く、ラストも「愛の特訓」は無く、アターシャの失恋による泣き叫びで終わるというものだった。また富山敬によるナレーションは「予告編」のみ存在、劇中では富山はトミー教官を思わせる司会者役で出演し、本編部はナレーションが一切無い珍しい作品となっている。
オタスケマン側はオタスケガエル、オジャママン側はダチョウメカが登場する。
同作品は『ゼンダマン』の劇場作品とは異なり、ビデオソフト化はおろかLD化もされなかったが、劇場公開から約23年後の2004年4月25日に発売されたDVD-BOX「タイムパトロール隊オタスケマン DVD-BOX 2」の初回限定版に映像特典として収録された。
ストーリー
タイムパトロール隊員（そしてオジャママン）のアターシャが結婚することとなった。披露宴会場は、火星の第15人工衛星「オシイコロニー」にある「ニューガラクタホテル」。会場には、東南長官・ヒカル・ナナ・ヒネボットを始めとする、タイムパトロール隊の面々、そして『タイムボカン』から丹平・淳子・マージョ一味、『ヤッターマン』からヤッターマン1号・同2号・ドロンボー一味、『ゼンダマン』からゼンダマン1号・同2号・アクダマンといった、歴代の善玉・悪玉が総登場した。そして会場のモニターに、過去の戦闘シーンが映し出され、会場は大盛況。
やがてアターシャが、新郎アンドロドロモチと共に入場した。そのアンドロドロモチは、どういうわけか物凄い二枚目、アターシャはうっとりだった。
ところがウェディングケーキの中から、オジャママンの黒幕・トンマノマントが現れた。この披露宴は彼が仕組んだ罠で、アンドロドロモチは彼が作ったアンドロイド、そして会場やパトロール隊以外の観客は、すべて催眠音波で見せられた幻影だった。トンマノマントはケーキの中に仕組んだ爆弾で、コロニーごとパトロール隊員を抹殺する計画だった。
あわてて退散するパトロール隊員たち、セコビッチ・ドワルスキー・ゲキガスキーの3人は、ドサクサ紛れにオジャママンに変身して、ショックのアターシャ（オジャママンになっている）を引き連れ、ダチョウメカで脱出した。一方のヒカル・ナナもオタスケマンに変身し、オタスケガエルに搭乗、爆弾をオタスケガエルの足蹴りで宇宙空間へ吹っ飛ばした。爆弾はダチョウメカに命中し、爆発した。
かくして、命からがら指令本部へ戻ったパトロール隊員ではあったが、アターシャは指令本部の窓から見える地球を見ながら、泣き叫んでいた。

## 映像ソフト
- VHS
  - 竜の子TVアニメ・シリーズ タイムボカンシリーズ（ポリドール）

1989年5月25日発売。2巻に第41話。4巻に第33話を収録。
  - タイムパトロール隊オタスケマン オタスケマンVSオジャママン編（パイオニアLDC）
  - タイムパトロール隊オタスケマン 輝け世界のオタスケマン編（パイオニアLDC）

1998年12月22日発売。それぞれ、第1-2話、第52-最終話収録。
- DVD
  - タイムパトロール隊オタスケマンDVD-BOX（パイオニアLDC）

BOX1 2003年12月21日発売
BOX2 2004年2月25日発売

## 漫画
- てれびくん連載 作画：竹村よしひこ

## その他の作品での登場
- 『ヤットデタマン』第40話「六周年だよ! 舞台中継」で、オタスケマンとオジャママンがタイムパトロール隊の隊員数名と共に、歴代の善玉・悪玉らと観客役で登場。
- 『逆転イッパツマン』第41話にオタスケマンが登場。トッキュウマンモスの運搬妨害のためにクリーン悪トリオが牛若丸との対決直前の武蔵坊弁慶に機関銃を渡したことを受けて歴史の改変を防ぐためにオタスケサンデー号に乗って登場。ムンムンがドロンジョに、コスイネンがセコビッチに扮して野次を飛ばした。
- OVA『タイムボカン王道復古』第1話にオジャママンが登場。搭乗メカはアターシャの顔メカ。スタート序盤で出遅れるも実は衛星軌道上にアンドロメダマ号が待機しており、レーザー攻撃でほかの三悪を一網打尽にしようとした。しかし発射直前に隕石がアンドロメダマ号に命中したことで発射タイミングがずれ、顔メカに直撃してしまいリタイア。
- 2000年に発売されたプレイステーション用ゲーム『ボカンGoGoGo』ではアンドロメダマ号の改良型アンドロメダマ号αが自機、オタスケタヌキがCPUとして登場。オジャママン側は不思議な力を持った花・シュヤクノザを巡るレースに参加。レース勝利後、オジャママンはシュヤクノザを手に入れて口に含み、最高の英雄として歴史に名を残す夢を願うも、新たなオオボラー大彗星が襲来し、ゲキガスキーの駆るアンドロメダマ号に無理矢理連れて行かれ、彗星を破壊するために再び特攻する。
- 『ヤッターマン（リメイク版）』第26話にアターシャが登場。野球チームを作る際に、ボヤッキーが連れてきた歴代三悪チーム[18]の一人として、トウモロコウシ園球場で開催される野球大会に参加していた。また、第59話にオタスケサンデー号が登場。ここでは、ボヤッキーがオオカワラちゃんに依頼して設計してもらった、最終決戦用メカの「ドロンキング」のプラモデルを輸送する役目をしていた。
- またシリーズ作品ではないが、1980年10月14日にフジテレビ系列で放送された恒例特番『オールスター紅白大運動会』で、白組の応援としてオタスケマンとオジャママンが着ぐるみで登場（紅組は『がんばれ元気』の堀口元気）、同番組にシリーズキャラクターが登場したのはこの回のみだった。